# Rivière Macassia
 (juillet 2014).
Si vous disposez d'ouvrages ou d'articles de référence ou si vous connaissez des sites web de qualité traitant du thème abordé ici, merci de compléter l'article en donnant les références utiles à sa vérifiabilité et en les liant à la section « Notes et références ».
La rivière Macassia, ou rivière Macasia ou encore Rivière Macassie, est un cours d'eau qui coule dans le département Centre à Haïti, et un affluent du fleuve Artibonite.

## Géographie
Cette rivière prend sa source dans le massif montagneux de la Cordillère Centrale en République dominicaine en amont de la frontière avec Haïti. Puis elle longe cette frontière sur quelques dizaines de kilomètres avant de rejoindre le fleuve Artibonite à quelques kilomètres en amont du lac de Péligre.